# Francisco de Almeida
Francisco de Almeida, también conocido como Don Francisco el Grande (Lisboa, ca. 1450 - bahía de la Mesa, 1 de marzo de 1510), fue un noble portugués, militar y explorador. Se distinguió primero como consejero de confianza del rey Juan II de Portugal y más tarde en la conquista de Granada llevada a cabo por los Reyes Católicos en 1492.
En 1505 Manuel I el Afortunado, rey de Portugal, le nombró primer virrey de la India portuguesa, donde luchó para expulsar a los musulmanes y venecianos del comercio con Oriente. A partir de entonces infligió duros golpes a las flotas y puertos musulmanes de la India, y es recordado, tras la batalla naval de Diu en 1509, como el artífice de la hegemonía portuguesa en el océano Índico. Murió en una batalla contra los khoikhoi en Saldanha (Sudáfrica), y fue enterrado en la bahía de la Mesa, cerca de donde hoy se encuentra la Ciudad del Cabo.
En la India construyó las fortalezas portuguesas de Anjadip, Cananor y Cochín.

## Biografía
Francisco de Almeida nació en Lisboa en 1450, hijo de Lopo de Almeida, primer conde de Abrantes, y su esposa Beatriz da Silva. Fue criado en la corte del rey Alfonso V de Portugal, y como era costumbre en los hombres de su círculo social, se unió al ejército a una edad temprana, donde destacó por su espíritu militar. Se sabe que era un hombre de confianza de João II de Portugal y que tomó parte en 1476 en la batalla de Toro, durante la guerra de Sucesión Castellana.
Luego luchó en conflictos en diferentes partes de Marruecos y en 1492 participó, al servicio de los Reyes Católicos, en la conquista de Granada. [cita requerida]

## La expedición a Oriente

### Antecedentes: Portugal en Oriente

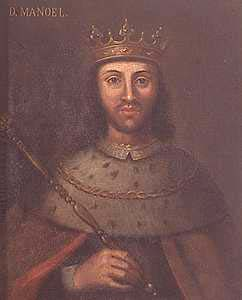
El patrón de Almeida, Manuel I de Portugal.

Pedro Alvares Cabral llegó a Calicut el 13 de septiembre de 1500 como embajador al frente de una armada poderosa, para ofrecer una alianza al rajá de Kalidoku y fundó la primera factoría portuguesa en la India. Hubo terribles represalias, como el incendio del 16 de diciembre de 1500, la «fúnebre aurora da história oriental» (la fúnebre aurora de la historia oriental). Hubo asesinatos, homicidios y naufragios, importante apenas «una espada y una pimienta, armas de guerreros y cuenta de comerciante - una Cartago moderna y una vorágine abierta al mar.»
Una segunda flota de Vasco da Gama salió de Lisboa en febrero de 1502. «La revancha sería un horror, prueba de la sangre fría. El dominio adquirió en principio el carácter doble que nunca perdió, en el mar la anarquía de robos, en tierra, el vandalismo sangriento. La piratería y el saqueo...»
La tercera escuadra partió en abril de 1503 con Alfonso de Albuquerque y Duarte Pacheco Pereira, que regresó al Reino con la escuadra de Lopo Soares de Albergaria en 1505, lleno de heridas, pero cargado con dinero y diamantes, siendo por eso arrestado. Pero demostró a los árabes que los portugueses eran más que piratas.

### Nombramiento como virrey de la India

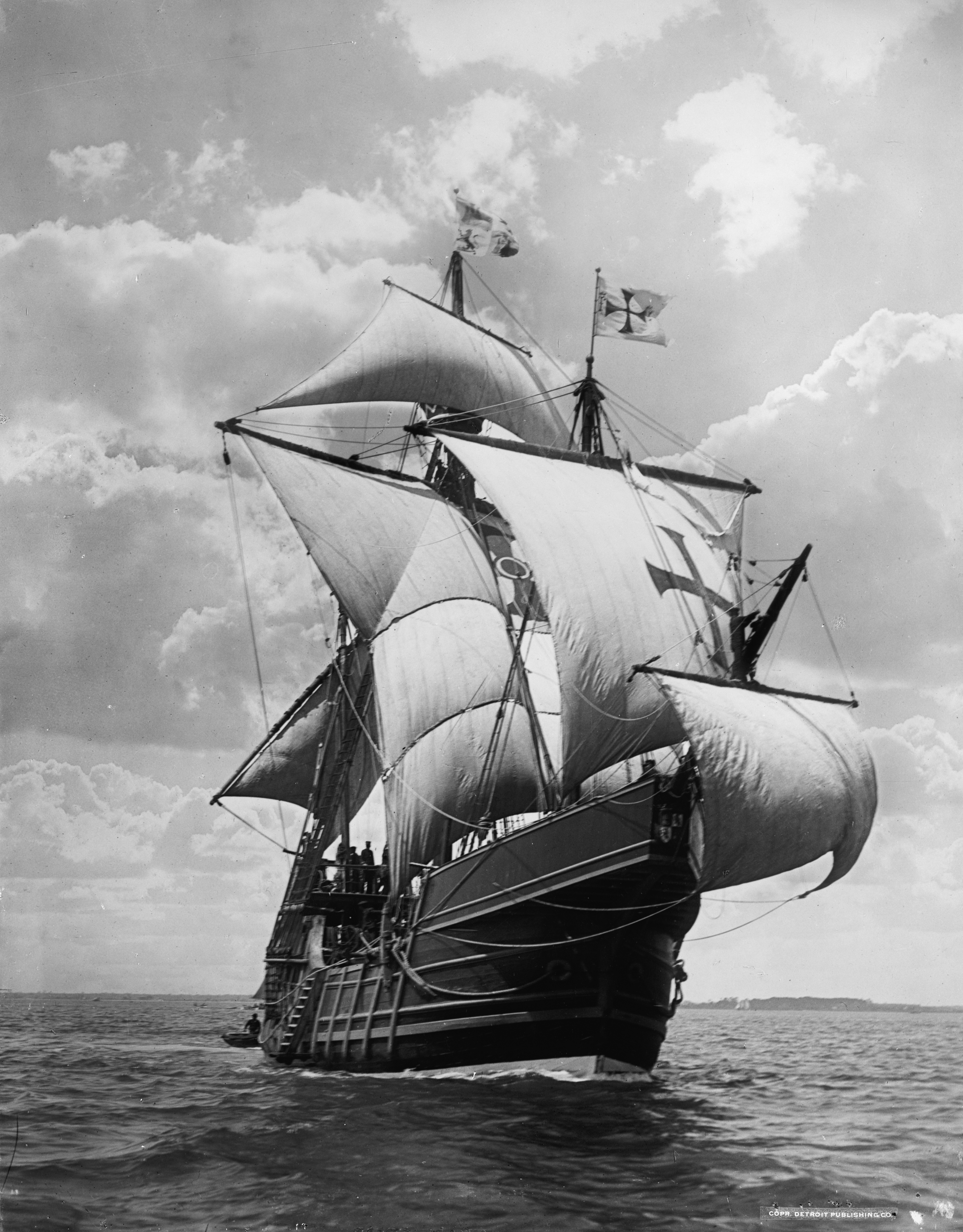
Una carraca, 14 de las cuales fueron empleadas por Almeida en su viaje hacia el este.

El título de virrey de la India fue concedido por Manuel I de Portugal a Tristão da Cunha para que la soberanía portuguesa estuviese representada en las Indias portuguesas. Debido a una ceguera temporal de este, el rey llamó a Coímbra a Francisco de Almeida, que ya estaba mediada la cincuentena. Almeida asistió con su hermano Jorge (o tío según el Ano Historico), obispo de Coímbra y con su hijo Lourenço de Almeida, que ya había luchado en África, en Tánger —con João de Menezes, capitán de Arcila y Rodrigo de Monsanto, capitán de Tánger. Lourenço y su padre aceptaron los muchos favores del rey.
El principal objetivo de la misión era poner el comercio de especias bajo control portugués, construyendo para ello fortificaciones a lo largo de las costas orientales de África y las costas de India y promoviendo el comercio portugués de especias a través de alianzas con jefes locales, además de construyendo puestos comerciales. En el Reglamento, constaba: «que hiciese en el camino fortaleza en Çofala, haciendo amistad con el jeque local; que partiese de Kilwa para hacer otra, tratando al rey como amigo —enemigo, sólo si se resistiese. Partiese para Cochin, que hiciese siempre cruda guerra al rey de Calicut, pero que a los de Cochin y Cannanore favoreciese».
Francisco fue enviado a la India en calidad de primer virrey del Estado da Índia (India portuguesa), con todos los poderes para que pudiera imponer el dominio portugués en el océano Índico. Con una flota de 22 barcos (14 carracas y 6 carabelas), Almeida salió de Belém (Lisboa) el 25 de marzo de 1505. La armada llevaba una tripulación de 1000 hombres y 1500 soldados. El buque insignia era la carraca São Rafael, capitaneada por Fernão Soares. (Los otros capitanes eran Fernando de Sá, Rui Freire, Vasco d'Abreu, João da Nova, Pero d'Anhaia, Sebastião de Sousa, Diogo Correia, Pero Ferreira Fogaça, Antão Gonçalves, Lopo Sánchez, Filipe Rodrigues, Lopo de Deus, João Ferrão, Antão Gonçalves, Fernão Bermúdez y como capitanes de las carabelas, Gonçalo Vaz de Goes, Gonçalo de Paiva, Lucas da Fonseca, Lopo Chanoca, João Homem y Antão Vaz.)
La flota partió de Belém hacia el puerto de Dale, en la costa de Guinea; llegó a Quiloa (Kilwa) el 23 de julio, víspera del día del apóstol Santiago; coronó a Mohamed Anconij rey de Quiloa, «em cadafalso emparamentado de panos de ouro e de seda, pondo-lhe coroa de ouro na cabeça» («en paños emparamentado andamio oro y seda, poniendo su corona de oro en la cabeza») y le hizo jurar ser leal a los reyes de Portugal y ser su vasallo, y le coronó y le entregó el reino, del que mandó hacer instrumentos públicos en árabe y portugués.

### Las conquistas en África
Almeida dobló el cabo de Buena Esperanza y entró en las aguas costeras africanas de nuevo en Sofala y la isla de Mozambique, desde donde procedieron hacia el norte, poniendo en práctica la política de ganar plazas y construir fortalezas que garantizasen la presencia y la dominación portuguesa.
Llegaron a la localidad costera de Quíloa (Kilwa). En julio de 1505 emplearon 8 de los barcos para conquistar el fuerte de esa ciudad portuaria, con una población de unos 4000 hombres. Debido al buen puerto que la ciudad proporcionaba, suficiente para el fondeo de buques de hasta 500 toneladas, los portugueses decidieron construir una fortaleza allí. Para este fin, Pêro Ferreira y una tripulación de 80 soldados permanecieron en la ciudad.
En agosto de 1505 los portugueses llegaron a Mombasa, un puerto costero más al norte. La ciudad, con una población de unos 10 000 habitantes, fue conquistada tras duros combates contra las tropas del jeque árabe local. La ciudad fue saqueada e incendiada. Los portugueses fueron asistidos en este ataque por un enemigo de Mombasa, el sultán de Malinde. Ese mismo mes, una carabela de la flota de Almeida, capitaneada por João Homere capturó la isla de Zanzíbar y la reclamó para Portugal.

### Las conquistas en Asia

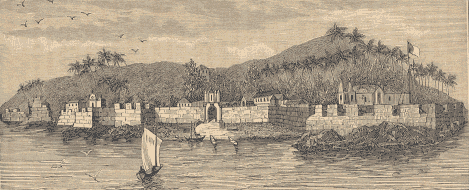
Fortaleza de Anjediva (en la isla Anjediva).

El 13 de septiembre Almeida llegó a la pequeña isla costera de Anjadip, frente a la ciudad de Canacona (en la desembocadura del río Kali, en Goa, India), donde comenzó inmediatamente la construcción del fuerte Anjediva. El 23 de octubre empezó, con el permiso del amistoso gobernante Kōlattiri, la construcción de un segundo fuerte, el de San Angelo, en Cannanore, a unos 350 km más al sur, dejando a su cargo a Lorenzo de Brito, con 150 hombres y dos barcos.
El 31 de octubre de 1505, con solo 8 de los barcos que habían partido, Almeida llegó a Cochin, donde Pedro Álvares Cabral había fundado en 1502 el primer asentamiento europeo en la India. Cochin, a unos 240 km más al sur, era ya desde el siglo XIV uno de los más importantes centros comerciales de especias en la costa del mar Arábigo, en el actual estado de Kerala. Allí se enteró de que los comerciantes portugueses en Quilon habían sido asesinados. Decidió enviar a su hijo Lorenzo, con 6 barcos, que destruyeron 27 embarcaciones calicut en el puerto de Quilon. Almeida fijó su residencia en Cochin y procedió al fortalecimiento de las fortificaciones de la fortaleza Manuel de Cochin.

### Disputas con los poderes locales
El zamorin de Calicut (hoy Kozhikode, el principal puerto en la región, situado en la costa entre Cannanore y Cochín) preparó una gran flota de 200 barcos para oponerse a los portugueses, pero en marzo de 1506, Almeida envió a su hijo Lourenço al frente de una flota que obtuvo la victoria en una batalla naval en la entrada al puerto de Cannanore, la batalla de Cannanore (1506), un importante revés para la flota del zamorín. Acordado eso, Lourenço de Almeida exploró las aguas costeras al sur de Colombo (moderna Sri Lanka). En Cannanore, sin embargo, un nuevo gobernante, hostil a los portugueses y amigable con el zamorin, atacó la guarnición portuguesa en lo que se conoce como el sitio de Cannanore (1507).
En 1507 la misión de Almeida fue reforzada por la llegada del escuadrón de Tristão da Cunha. Otro escuadrón también iba de camino, el de Afonso de Albuquerque, había quedado separado del de Cunha en las aguas costeras de África oriental, y da Cunha había progresado por su cuenta conquistando los territorios de forma independiente hacia el oeste.
En marzo de 1508 una escuadra portuguesa al mando de Lourenço de Almeida fue atacada por un combinado mameluco-egipcio y la flota del sultanato de Guyarat, en Chaul y Dabul, respectivamente, dirigidos por los almirantes Mirocem y Meliqueaz, en la batalla de Chaul. Lourenço de Almeida perdió la vida después de una feroz lucha en esta batalla en el río de Chaul con más de 80 portugueses. Su muerte fue heroica: herido, sentado en una silla y atado al mástil, condujo a sus hombres hasta que una segunda bombarda acabó con su vida.
Afonso de Albuquerque llegó a Cannanore a finales de 1508 e inmediatamente dio a conocer a Almeida una misión secreta que había recibido del rey que le autorizaba, como gobernador, para reemplazar a Almeida en su mandato como virrey. Almeida, decidido a vengar la muerte de su hijo y a liberar a los prisioneros portugueses en Chaul, se negó en un primer momento a reconocer las credenciales de Albuquerque y lo arrestó. Después de que muriese su hijo, el carácter del padre se volvió vengativo y cruel, y de mala cedería el gobierno a Alfonso de Albuquerque.  En el sabroso lenguaje de los cronistas:

(...) por los barcos de Jorge D'Aguiar en 1508, D. Francisco recibió cartas del rey mandando entregar el gobierno de la India a Afonso de Albuquerque. Partió de Cannanore para Diu el 12 de diciembre, en busca de Mirhocem, capitán del sultán o soldado de Babilonia, con 19 velas: luchó contra él y la flota de Calicut y Miliquias, señor de Dio o Diu, y los venció y desbarató. Acordó las paces con Miliquias y partió para Cochin.
pelas naus de Jorge d'Aguiar, em 1508, D Francisco recebeu cartas de el-rei mandando entregar a governança da India a Afonso de Albuquerque. Partiu de Cananor para Diu em 12 de dezembro, em busca de Mirhocem, capitão do sultão ou soldão de Babilônia, com 19 velas: pelejou contra ele e contra a armada de Calecut e de Miliquias, senhor de Dio ou Diu, e os venceu e desbaratou. Acertou pazes com Miliquias e partiu para Cochim.

En 1509, Almeida se convirtió en el primer portugués en navegar a Bombay. Buscó a Meliqueaz, a quien había escrito una carta amenazadora, y al mameluco Mirocem, invirtiendo fuertemente en la batalla naval de Diu el 3 de febrero de 1509, al mando de una flota de 23 barcos, cerca del puerto de Diu. Infligió una derrota decisiva a una flota conjunta del sultanato mameluco de Egipto de Burji, el Imperio otomano, el zamorin de Calcuta y el sultán de Gujarat, con el apoyo técnico naval de la República de Venecia y la República de Ragusa (Dubrovnik), que temían por sus vínculos comerciales orientales. Dice el cronista:

Partió de Quiloa  en la víspera del bien aventurado San Lorenzo, el 9 de agosto, para Mombasa, que ya se había armado con mucha artillería asentada en los muros y 4 000 soldados. En la víspera de la Asunción de Nuestra Señora, mando incendiar la ciudad, y entraron en ella recibiendo gran daño por piedras y lanzas zagunchos d'terreno de juego. Saquearon y quemaron todo. Usted no puede ir a ver al rey de Melindi por fuerza del viento, y partió el 27 de agosto. El alcalde y el onor de Cintacor demandaron pedir la paz y conceder la paz, pero od onor se rompió y fue derrotado. Después fue a Cannanore y se llamó Virrey. Envió a su hijo a la isla de Maldivas, a 50 leguas de Cochin, y recorrió la costa de Malabar, donde desbarató la armada del rey de Calicut y deshizo la fortaleza Danchediva.
Partiu de Quiloa na véspera do bem aventurado São Lourenço, em 9 de agosto, para Mombaça, que já se havia armado com muita artilharia assentada no muro e 4 mil soldados. Na véspera da Assunção de Nossa Senhora, mandou incendiar a cidade, e entraram nela recebendo grande dano de pedras, zagunchos e lanças d'arremesso. Saqueou-a e ardeu toda. Não pode ir ver o Rei de Melinde por força do vento, e partiu em 27 de agosto. O de Onor e o alcaide d Cintacora mandaram pedir paz e a concedeu, mas o d Onor a quebrou e foi desbaratado. Depois chegou a Cananor e se chamou Vice-Rei. Mandou o filho à ilha de Maldiva, a 50 léguas de Cochim, e percorreu a costa do Malabar, onde desbaratou armada do Rei de Calecut e desfez a fortaleza Danchediva.

Su victoria fue decisiva: los otomanos y egipcios dejaron el océano Índico, facilitando el dominio portugués en los siguientes 100 años, hasta el siglo XVII cuando su dominio fue seguido por el de neerlandeses e ingleses. Albuquerque fue puesto en libertad después de tres meses de confinamiento, tras la llegada del gran mariscal de Portugal con una gran flota, en noviembre de 1509. Gracias a su valor como marino y gobernante iluminado e incorruptible, el dominio portugués en Oriente se tornó completo.

### Retorno y muerte
Después de haber sido sustituido como virrey, Almeida partió de Cochin para Cananor el 19 de noviembre de 1509, y de ahí para Portugal el primer día de diciembre de 1509. Llegó a la bahía de la Mesa, cerca del cabo de Buena Esperanza, donde los García, Belém y Santa Cruz echaron anclas a finales de febrero de 1510 para reponer agua. Después de algunos intercambios amistosos con los khoikhoi, parte de la tripulación visitó la aldea cercana, donde se produjo una disputa. Almeida permitió que sus capitanes, Pedro y Jorge Barreto, regresasen a la aldea en la mañana del 1 de marzo de 1510. El rebaño de ganado de la aldea fue allanado con la pérdida de un hombre, mientras Almeida esperaba a sus hombres a cierta distancia de la playa. Como capitán del buque insignia, Diogo d'Unhos trasladó las lanchas de desembarco hasta el punto de riego, los portugueses se quedaron sin retirada. Los khoikhoi percibieron la posibilidad de un ataque, en el que Almeida y 64 de sus hombres murieron, incluidos 11 de sus capitanes. El cuerpo de Almeida fue recuperado en la misma tarde y enterrado en el costero del actual Cape Town.[cita requerida]

En su tumba, en Abrantes, está escrito: «Aquí yace D. Francisco de Almeida, primer virrey de la India, que nunca mintió ni huyó». Antônio Barbosa Bacelar  (autor fallecido en Lisboa en 1663), escribió su vida en el estilo de Virgilio.
Toda la nobleza de luto, por ser hombre todavía joven se distinguió en las guerras del rey de Granada, cuando la reina Isabel I de Castilla y el rey Fernando II de Aragón derrotaron a los moros. «Tanto es así que D. Fernando, al saber de su muerte, quedo muy afligido, retirándose como si fuera pesar de su sangre real. Fue también buen caballero, muy prudente y sagaz, bien asombrado y grave en su práctica acerca de las cosas de la India y fue de la opinión de que cuantas más fortalezas el rey tuviese, más débil sería, la fuerza con la que se había de enseñorear de la India era en el mar. D. Francisco fue elegido para gobernar la India como virrey porque era valiente soldado, hábil almirante, sobre todo estadista. Político lúcido, perspicaz y fuerte, fue sabio administrador, factor inteligente, en 14 de agosto de 1505 fue a ajustar cuentas con el sultán de Mombas y le arrasó la ciudad. Pero hizo construir fortalezas en Quilua, Kananor, Andjediva, y aumentar la de Katschi».

## Familia
Almeida era el hijo del 1.er conde de Abrantes, y uno de una serie de hermanos muy distinguidos, entre ellos dos obispos, un embajador ante la Santa Sede y el director portugués de la Orden de Malta. Se casó con Joana Pereira, hija de Vasco Martins Moniz, comendador de Panóias y Garvão en la Orden de Santiago.Tuvo varios hijos:
- Lourenço de Almeida, muerto en batalla.
- Leonor de Almeida, casada con Francisco de Mendonça (hijo de Pedro de Mendonça, alcalde mayor de Mourão) y por segunda vez con Rodrigo de Melo, conde de Tentugal y primer Marqués de Ferreira.
- Susana de Almeida, casada con Diogo de Barbuda, alcalde mayor de Seia.

Hay también una comunidad de cristianos de Goa, tanto en India y Pakistán, que llevan el apellido de Almeida y aparentemente son sus descendientes a través de matrimonios/enlaces con nativas indias.
Fernando de Magallanes (Fernão de Magalhães), acompañó a Almeida hacia el este, pero fue ascendido a capitán y solo regresó en 1512 después de perder esa comisión.
| Predecesor: Ninguno | 1.er virrey de la India portuguesa 1505-1509 | Sucesor: Afonso de Albuquerque |